# Liste des fontaines du 5e arrondissement de Paris

Cet article recense les fontaines du 5e arrondissement de Paris, en France.

## Statistiques
Quatre fontaines sont protégées au titre des monuments historiques : 
- la fontaine Cuvier[2],
- du Pot-de-Fer[3],
- la fontaine Maubuée[4], construite en 1733 à l'angle de la rue Saint-Martin et de la rue Maubuée, déposée en 1926 derrière l'église Saint-Julien-le-Pauvre après la destruction de l'îlot insalubre n° 1, transférée à l'angle de la rue Saint-Marin et de la rue de Venise (dans le 4e arrondissement)
- et la fontaine du Collège de France[5].

## Liste
| Fontaine                                                              | Localisation                                                                       | Coordonnées                 | Auteur(s)                                                                                         | Date       | Illus.             |
| --------------------------------------------------------------------- | ---------------------------------------------------------------------------------- | --------------------------- | ------------------------------------------------------------------------------------------------- | ---------- | ------------------ |
| Fontaine des Arènes de Lutèce                                         | Square Capitan Rue des Arènes                                                      | 48° 50′ 43″ N, 2° 21′ 14″ E |                                                                                                   | 1924       |                    |
| Fontaine de la rue de Bazeilles                                       | Rue de Bazeilles Rue Monge                                                         | 48° 50′ 19″ N, 2° 21′ 02″ E | Guy Lartigue                                                                                      | 1990       |                    |
| Fontaine Becquerel                                                    | Jardin des plantes                                                                 | 48° 50′ 37″ N, 2° 21′ 19″ E |                                                                                                   |            |                    |
| Fontaine Buffon Poliveau                                              | Rue Geoffroy-Saint-Hilaire rue Poliveau                                            | 48° 50′ 23″ N, 2° 21′ 23″ E |                                                                                                   | 1983       |                    |
| Fontaine Childebert ou Fontaine de l'Abbaye de Saint-Germain-des-Prés | Square Paul-Langevin                                                               | 48° 50′ 52″ N, 2° 21′ 01″ E | Jean Beausire Victor-Thierry Dailly                                                               | 1715–1717  |                    |
| Fontaine du Collège de France                                         | 11 place Marcelin-Berthelot rue Saint-Jacques                                      | 48° 50′ 56″ N, 2° 20′ 44″ E | Jean-François Chalgrin (architecte)                                                               | 1774-1777  |                    |
| Fontaine de la place de la Contrescarpe                               | Place de la Contrescarpe                                                           | 48° 50′ 40″ N, 2° 20′ 58″ E |                                                                                                   | 1992-1994  |                    |
| Fontaine Cuvier                                                       | 20, rue Cuvier rue Linné face au Jardin des Plantes                                | 48° 50′ 38″ N, 2° 21′ 18″ E | Alphonse Vigoureux (architecte) Jean-Jacques Feuchère (sculpteur) René-Jules Pomateau (sculpteur) | 1840-1846  |                    |
| Fontaine de la rue Geoffroy-Saint-Hilaire                             | 40, rue Geoffroy-Saint-Hilaire adossée au mur du Jardin des Plantes                | 48° 50′ 37″ N, 2° 21′ 19″ E |                                                                                                   |            |                    |
| Fontaine de l'Estrapade                                               | Place de l'Estrapade                                                               | 48° 50′ 43″ N, 2° 20′ 41″ E |                                                                                                   |            |                    |
| Fontaine de la place Georges-Moustaki                                 | Place Georges-Moustaki                                                             | 48° 50′ 22″ N, 2° 21′ 00″ E | Guy Lartigue (architecte)                                                                         |            |                    |
| Fontaines de la Grande Mosquée de Paris                               | 4 rue Georges-Desplas                                                              | 48° 50′ 32″ N, 2° 21′ 18″ E |                                                                                                   | 1926       |                    |
| Fontaine de la Guérison ou Fontaine Pelletier et Caventou             | Place Louis-Marin 105 boulevard Saint-Michel                                       | 48° 50′ 38″ N, 2° 20′ 20″ E | Pierre Poisson (sculpteur)                                                                        | 1820       |                    |
| Fontaine l'Hydrorrhage                                                | 8, quai Saint-Bernard Jardin Tino-Rossi                                            | 48° 50′ 51″ N, 2° 21′ 40″ E | Daniel Badani (architecte) Jean-Robert Ipoustéguy (sculpteur)                                     | 1975-1977  |                    |
| Fontaine Jussieu ou La Bouche de la Vérité                            | Place Jussieu                                                                      | 48° 50′ 47″ N, 2° 21′ 17″ E | Guy Lartigue                                                                                      | 1994       | Fontaine Jussieu   |
| Fontaine aux Lions                                                    | Jardin des Plantes                                                                 | 48° 50′ 37″ N, 2° 21′ 19″ E | Henri-Alfred Jacquemart                                                                           | 1857       | Fontaine aux lions |
| Fontaine de la place Lucien Herr                                      | Place Lucien-Herr                                                                  | 48° 50′ 31″ N, 2° 20′ 52″ E | Bernadette Gourrier (sculpteur)                                                                   | 1982       |                    |
| Fontaines Laveran ou Fontaines du Val de Grâce                        | Place Alphonse-Laveran                                                             | 48° 50′ 27″ N, 2° 20′ 28″ E | Yves Boiret (architecte)                                                                          | 1995       |                    |
| Fontaine du marché aux Chevaux or de Poliveau                         | Rue Poliveau                                                                       | 48° 50′ 24″ N, 2° 21′ 29″ E | Louis-Simon Bralle (architecte Pierre-Nicolas Beauvallet (sculpteur)                              | 1806       |                    |
| Fontaine de la place Maubert                                          | Place Maubert                                                                      | 48° 51′ 01″ N, 2° 20′ 55″ E |                                                                                                   |            |                    |
| Fontaine Mauresque                                                    | Square Robert-Montagne                                                             | 48° 50′ 32″ N, 2° 21′ 15″ E | Louis Azéma                                                                                       | 1929       |                    |
| Fontaine de la place Monge                                            | Place Monge                                                                        | 48° 50′ 35″ N, 2° 21′ 07″ E |                                                                                                   | 1859       |                    |
| Fontaine Octave Gréard                                                | Square Samuel-Paty                                                                 | 48° 51′ 00″ N, 2° 20′ 39″ E | Jules-Clément Chaplain (sculpteur) Henri-Paul Nénot (sculpteur)                                   | 1909       |                    |
| Fontaine du Pot-de-Fer                                                | Rue du Pot-de-Fer 60 rue Mouffetard                                                | 48° 50′ 35″ N, 2° 20′ 58″ E | Michel Noblet (architecte)                                                                        | 1624, 1671 |                    |
| Fontaine de la rue Rollin                                             | Rue Rollin                                                                         | 48° 50′ 40″ N, 2° 21′ 07″ E |                                                                                                   |            |                    |
| Fontaine aux roseaux d'argent                                         | Musée de Cluny Jardin médiéval                                                     | 48° 51′ 04″ N, 2° 20′ 38″ E | Brigitte Nahon                                                                                    | 2000       |                    |
| Fontaine Sainte-Geneviève                                             | Rue de la Montagne-Sainte-Geneviève rue Descartes                                  | 48° 50′ 50″ N, 2° 20′ 55″ E | Augustin Guillain (architecte) Pierre Bernard (sculpteur)                                         | 1864       |                    |
| Fontaine Saint-Julien-le-Pauvre                                       | Square René-Viviani - Montebello                                                   | 48° 51′ 08″ N, 2° 20′ 52″ E | Georges Jeanclos Mossé                                                                            | 1995       |                    |
| Fontaine Saint-Séverin                                                | Rue Saint-Séverin Rue Saint-Jacques                                                | 48° 51′ 08″ N, 2° 20′ 47″ E | Augustin Guillain (sculpteur) Jean Beausire (architecte)                                          | 1625, 1685 |                    |
| Fontaine des Boulangers                                               | Square Scipion                                                                     | 48° 50′ 20″ N, 2° 21′ 14″ E | Alexandre Charpentier Émile Muller (céramiste)                                                    | 1897       |                    |
| Fontaine de la place de la Sorbonne                                   | Place de la Sorbonne                                                               | 48° 50′ 55″ N, 2° 20′ 32″ E | Yves Boiret (architecte)                                                                          | 1980       |                    |
| Fontaine de la Spirale                                                | 11-19, rue Descartes (dans la cour de l'ancienne École polytechnique) Jardin Carré | 48° 50′ 47″ N, 2° 20′ 57″ E | Denis Sloan (architecte) Meret Oppenheim (sculpteur)                                              | 1986       |                    |
| Fontaine de l'Abbaye Val-de-Grâce                                     | Place Alphonse-Laveran (dans la cour intérieure de l'ancienne abbaye Val-de-Grâce) | 48° 50′ 26″ N, 2° 20′ 31″ E |                                                                                                   |            |                    |